# Theocratie
Een theocratie is een staatsvorm waarin de godheid als onmiddellijke gezagsdrager wordt beschouwd. Het woord komt van de Griekse woorden θεός (theos), "God", en κρατία (kratia), "macht, kracht", en betekent "heerschappij van god". Bij sommige godsdiensten werd de koning als zoon van god beschouwd. Bij godsdiensten met een 'heilig boek', wordt deze als directe boodschap van god gebruikt. Tegenwoordig wordt er ook een bestuursvorm mee aangeduid, waar geestelijken de macht hebben.
Voorbeelden van een theocratie, met een godheid aan het hoofd:
- Egypte (ten tijde van de latere farao's);
- Japan (tot 1946).

Voorbeelden van een theocratie, met een heilig boek als leidraad:
- In Saoedi-Arabië wordt "heerschappij van god" doorgegeven door de directe toepassing van de Sharia, zonder verdere grondwet of goddelijk staatshoofd.
- Israëlieten in Kanaän, vóór de instelling van het koningschap, met Thora als leidraad.
- In Genève heeft de burgerlijke overheid, geïnspireerd door Calvijn, een korte tijd een bestuur ingericht, waarbij de Bijbel, inclusief het Oude Testament, als belangrijke norm genomen werd.

In Nederland heeft de Staatkundig Gereformeerde Partij haar politiek lange tijd getypeerd als theocratisch. Zij pleitte niet alleen voor een politiek en wetgeving gebaseerd op Bijbelse principes, maar ook voor een taak van de overheid bij het handhaven van de ware leer van de kerk. Inmiddels geeft de SGP er de voorkeur aan hiervoor niet meer de term theocratie te gebruiken.

## Heerschappij van geestelijken
De term theocratie wordt ook veel gebruikt voor een staatsvorm of bestuursvorm waar geestelijken, met een beroep op een goddelijke boodschap, het bestuur domineren. Deze uitleg van het begrip theocratie staat verder af van de oorspronkelijke betekenis van de Griekse term, maar heeft wel veel terrein gewonnen.
Staatsvorm en bestuursvorm hoeven niet gelijk te zijn. Een land kan formeel een republiek zijn zoals Iran, de bestuursvorm van dat land kan als een theocratie worden beschreven omdat een raad van geestelijken veel macht bezit. Om het onderscheid te maken met een theocratie die direct door een godheid wordt bestuurd, zou je ook kunnen spreken van een ecclesiocratie of hiërocratie. Deze termen worden echter niet algemeen gebruikt.
Voorbeelden van een theocratie, met geestelijken aan het hoofd:
- Iran (door de ayatollah's),
- Vaticaanstad (door de pausen en de Heilige Stoel),
- Tibet voor de Chinese bezetting (door de dalai lama's),
- Oros Athos (door monniken).

De term theocratie wordt vaak verward met een cesaropapie. Deze laatste is een staatsvorm waarbij de wereldlijke/tijdelijke leider ook de geestelijke leider is en de wereldlijke macht ingrijpt in de geestelijke rechten van de Kerk. Dat is eigenlijk het omgekeerde van een theocratie.